# The Life Aquatic with Steve Zissou
The Life Aquatic with Steve Zissou (prt: Um Peixe Fora de Água; bra: A Vida Marinha com Steve Zissou) é um filme estadunidense de 2004 dirigido por  Wes Anderson.

## Sinopse
Quando seu parceiro é morto pelo misterioso e possivelmente inexistente Jaguar Shark, Steve Zissou e a sua tripulação Team Zissou partem para uma expedição para caçar a criatura. Junto com a sua esposa e uma bela jornalista e um co-piloto, que poderia ser o filho de Zissou, a tripulação parte para uma expedição selvagem.

## Elenco
- Bill Murray - Steve Zissou
- Owen Wilson - Edward "Ned" Plimpton/Kingsley Zissou
- Cate Blanchett - Jane Winslett-Richardson
- Anjelica Huston - Eleanor Zissou
- Willem Dafoe - Klaus Daimler
- Jeff Goldblum - Alistair Hennessey
- Michael Gambon - Oseary Drakoulias
- Noah Taylor - Vladimir Wolodarsky
- Bud Cort - Bill Ubell, "Bond Company Stooge"
- Seu Jorge - Pelé dos Santos
- Robyn Cohen - Anne-Marie Sakowitz
- Waris Ahluwalia - Vikram Ray
- Matthew Gray Gubler - Estagiário #1
- Antonio Monda - Ele mesmo

## Trilha sonora
A trilha sonora do filme contém o estilo típico das películas dirigidas por Wes Anderson. Mark Mothersbaugh, da banda Devo, compôs as faixas, assim como já havia feito em muitos outros filmes de Anderson. O filme também conta com muitas canções de rock das décadas de 1960, 1970 e 1980, além de faixas instrumentais compostas por Sven Libaek originalmente para o documentário televisivo Inner Space. A trilha sonora do filme também conta com o personagem Pelé dos Santos (Seu Jorge) performando músicas de David Bowie no violão e cantando em português. As traduções das letras feitas para português não são exatas, Seu Jorge mantém as melodias e o estilo, mas altera as letras amiúde. A cena de encerramento do filme inclui a faixa "Starálfur" da banda islandesa Sigur Rós.
The Life Aquatic foi o primeiro filme de Anderson a não conter nenhuma canção da banda Rolling Stones em sua trilha sonora.